# Jedrenje na Mediteranskim igrama 2013.
Jedrenje na Mediteranskim igrama 2013. održavalo se od 21. do 27. lipnja u mersinskoj marini. Natjecalo se u četiri kategorije po dvije u muškoj i ženskoj konkurenciji.
Hrvatska je bila najuspješnija nacija s tri zlatne i jednom srebrenom medaljom. Zlato su osvojili Tonči Stipanović u klasi Laser, Tina Mihelić u Laser Radialu, Šime Fantela i Igor Marenić u klasi 470, dok su srebro osvojile Enija Ninčević i Romana Župan ženskoj konkurenciji klase 470.

## Osvajači medalja

### Muškarci
| Kategorija | Zlato                              | Srebro                                           | Bronca                                          |
| Laser      | Tonči Stipanović Hrvatska          | Jean-Baptiste Bernaz Francuska                   | Jesus Rogel Španjolska                          |
| 470        | Šime Fantela Igor Marenić Hrvatska | Panagiotis Mantis Pavlos Serafeim Kagialis Grčka | Francesco Falcetelli Enrico Clementi Španjolska |

### Žene
| Kategorija   | Zlato                                      | Srebro                              | Bronca                                  |
| Laser Radial | Tina Mihelić Hrvatska                      | Alicia Cebrián Španjolska           | Nazli Cagla Donertas Turska             |
| 470          | Camille Lecointre Mathilde Geron Francuska | Enia Ninčević Romana Župan Hrvatska | Francesca Komatar Sveva Carraro Italija |